# Omicidio di Carolyn Wasilewski
L'omicidio di Carolyn Wasilewski (Baltimora, 12 luglio 1940 - Baltimora, 8 novembre 1954), una ragazza di 14 anni, è un caso irrisolto del 1954 che conquistò le prime pagine dei giornali statunitensi durante il periodo delle relative indagini a Baltimora, nel Maryland.
Il colonnista del The Baltimore Sun, Jacques Kelly, dichiarò che il caso è divenuto una sorta di "leggenda di Baltimora," perché è rimasto irrisolto. L'omicidio e la sua notorietà a Baltimora ispirò "liberamente" il film di John Waters Cry-Baby. Secondo il regista la copertura che i media diedero al caso influì negativamente sulla sottocultura giovanile  "drape" di Baltimora.

## Storia
I resti di Carolyn Loretta Wasilewski furono trovati presso un cantiere ferroviario da un ingegnere la mattina del 9 novembre 1954. Non lontano dalla sua casa, la polizia trovò macchie di sangue e oggetti personali appartenenti alla vittima. "Molto prima che venisse identificata la polizia aveva concluso che l'omicidio era accaduto altrove e che fosse stata gettata da un ponte o lanciata addosso a dei binari" riportò il The Baltimore Sun nel 1954. Scritto sulla coscia destra con un rossetto o merbromina c'era la parola "Paul". Il primo novembre, una settimana prima, aveva testimoniato in un caso di violenza carnale riguardante una delle sue amiche. Un articolo del Baltimore Sun nel marzo del 2000 si collegava all'omicidio, senza fare menzione del nome della Wasilewski. Un altro articolo dello stesso giornale, scritto da Frederick N. Rasmussen, descriveva nel dettaglio la scoperta del corpo e delle indagini, insieme con la folla che partecipò ai funerali, insieme con una dichiarazione di un investigatore di Baltimora che disse che l'interesse nel caso vecchio mezzo secolo era ancora presente e che "riceviamo spesso telefonate nel periodo dell'anniversario dell'omicidio."